# 松戸ビルヂング
松戸ビルヂング（まつどビルヂング）は、千葉県松戸市に所在する建築物である。回転レストランを有する事務所棟と、伊勢丹松戸店が入居していた店舗棟からなる。

## 歴史
松戸市は1960年代に入ると東京のベッドタウンとして人口が急増した。しかし、北隣の柏市と比べて商業施設の集積が遅れていたことから、市は商業振興を重視した街づくりを考えていた。1963年より、松戸駅西口の密集市街地において再開発事業に着手することとなり、校舎の老朽化や常磐線の複々線化による騒音問題から、同地区にあった松戸市立中部小学校を郊外に移転させ、跡地に商業施設の建設を目指した。松戸市は一大商業都市である東京に近すぎ、商業地の発展が進んだ柏市と挟まれていたことから商業施設の誘致は難航した。1971年、松戸市は三菱地所に対し開発協力を依頼した。三菱地所は大手百貨店の伊勢丹に対し出店を打診し、色良い返答を得られたことから、同地を取得した。1972年1月に土地の引き渡しを受けたのち同年4月に着工。地下3階・地上20階の事務所棟、地下2階・地上11階の店舗棟あわせて七万㎡あまりの施設が1974年1月に竣工した。三菱地所にとって初の商業施設であるとともに、当時東京以北で最大級のビルとなった。店舗棟の全フロア、事務所棟のうち回転レストランと宴会場、結婚式場はホテルニューオータニに賃貸され、1974年3月には市の要請により、松戸市文化ホールを設けるため松戸ビルヂングの一部を松戸市に売却した。これと同時に、三菱地所は新松戸駅南部の宅地7000㎡を松戸市都市整備公社から取得している。

## テナント
店舗棟は伊勢丹松戸店が入居していたが、2018年3月21日に閉店した。地域密着型の新たな商業施設「キテミテマツド」が2019年4月13日に開店した。
事務所棟は1階に三菱UFJ銀行松戸支店・松戸西口支店、3階にハローワーク松戸、4階に松戸市文化ホールが入居する。